# Очиток блестящий
Очиток блестящий (лат. Sedum lucidum) — вид суккулентных растений рода Очиток (Sedum) семейства Толстянковые (Crassulaceae), произрастающий в Мексике (Веракрус). Произрастает в основном в сезонно засушливом тропическом биоме.

## Описание
Побеги рыхло облиственные, не ветвятся. Листья жесткие, сочные, желто-зеленые; кончики слегка краснеют на солнце.

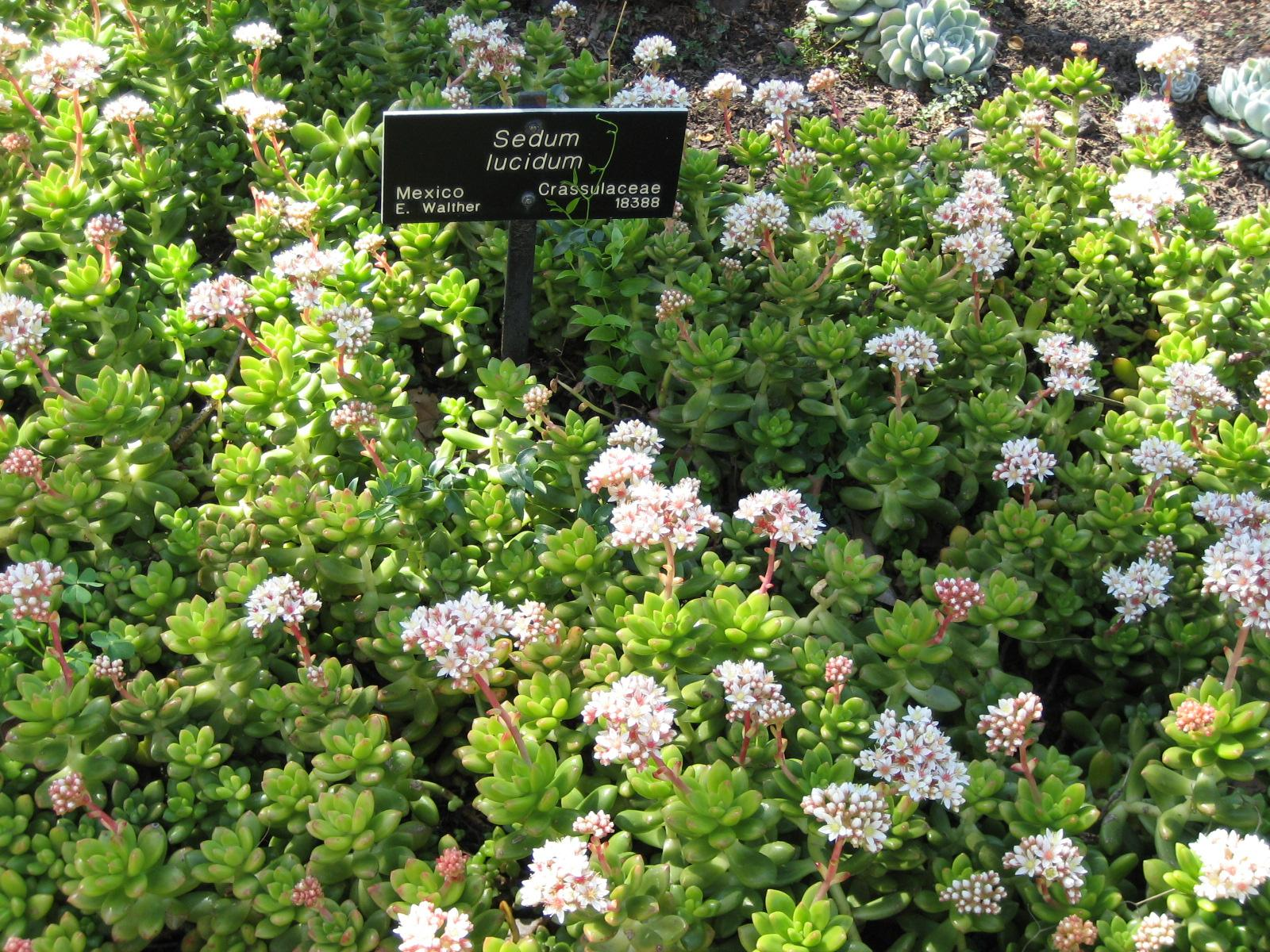
Популяция
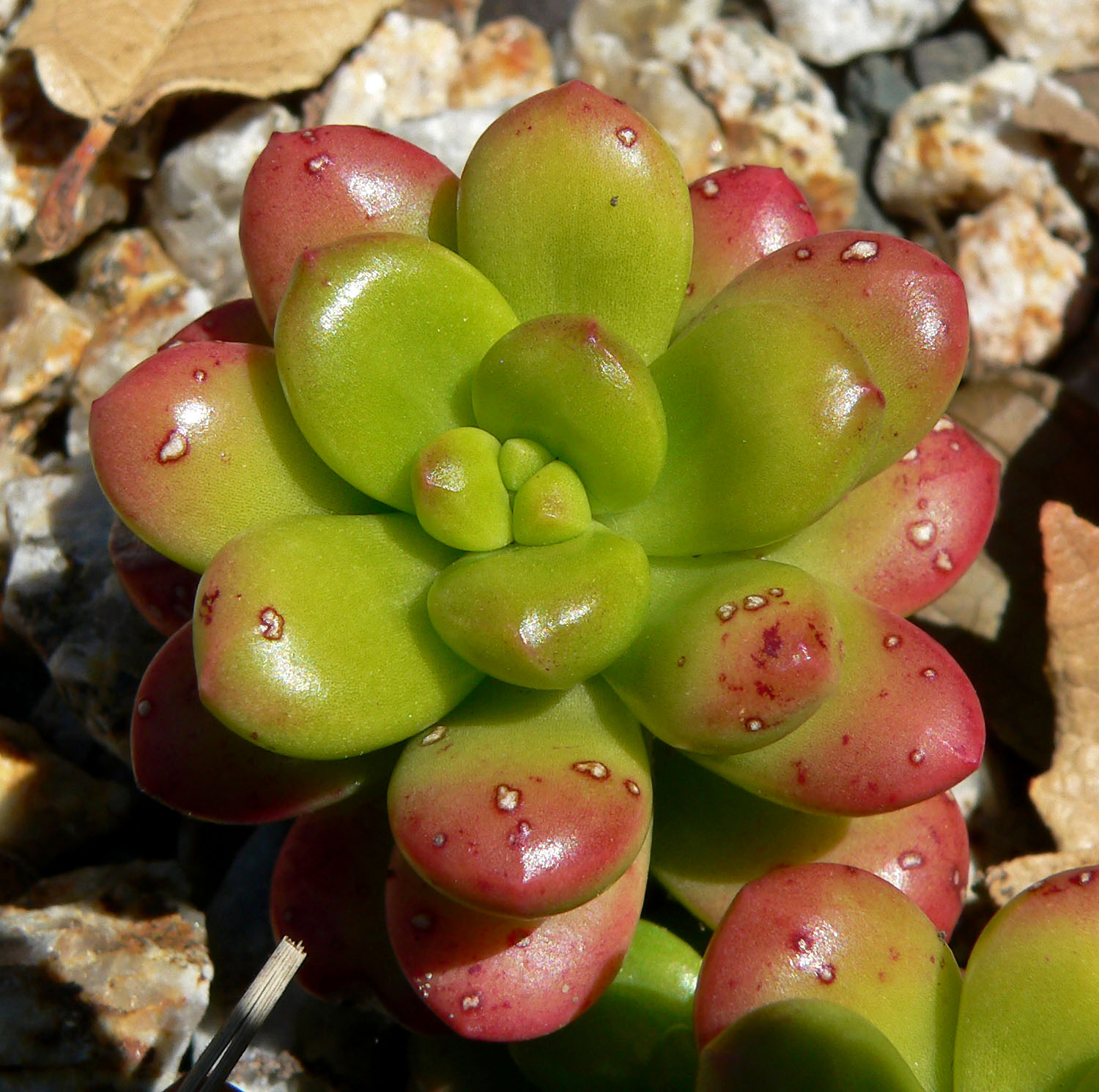
Розетка
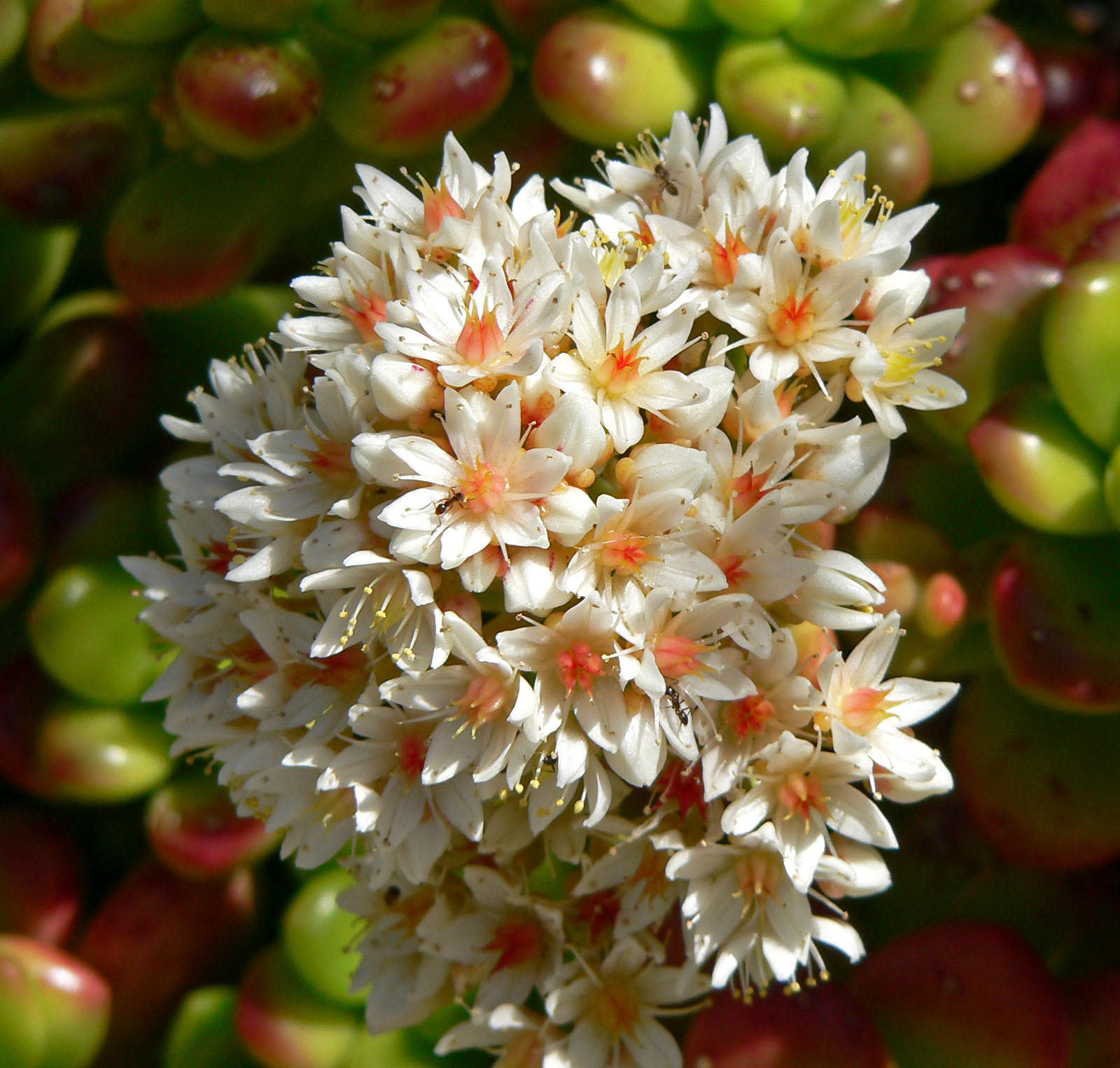
Соцветие

## Таксономия
Sedum lucidum R.T.Clausen, первое упоминание в Cact. Succ. J. (Los Angeles) 23: 125 (1951).

#### Этимология
Sedum: Родовое латинское наименование, от лат. sedare — «усмирять» (сочные листья действуют как болеутоляющее средство от ран) или sedere — сидеть (многие виды распростёрты по земле). Русское название рода Очиток заимствовано из украинского языка и восходит к укр. очисток, поскольку растение применяется как лечебное очищающее средство.
lucidum: Латинский видовой эпитет, означающий — «блестящий».